# Campus (Illinois)
Pour les articles homonymes, voir Campus (homonymie).
Campus est un village du comté de Livingston dans l'Illinois, aux États-Unis,. Fondé en 1880, il est situé au nord-est du comté. Il est incorporé le 7 septembre 1892.

## Démographie
Lors du recensement de 2010, le village comptait une population de 166 habitants. Elle est estimée, en 2016, à 158 habitants.

### Source de la traduction
- (en) Cet article est partiellement ou en totalité issu de l’article de Wikipédia en anglais intitulé « Campus, Illinois » (voir la liste des auteurs).